# ورزشگاه آموخوستوس
ورزشگاه آموخوستوس (به لاتین: Ammochostos Stadium) یک ورزشگاه فوتبال در قبرس است که در لارناکا واقع شده‌است.